# Lindsay Schoolcraft
Lindsay Matheson, plus souvent connue sous les noms de Lindsay Schoolcraft ou de Lindz Riot, est une chanteuse, compositrice, harpiste et pianiste née le 26 février 1986 à Oshawa au Canada. 
Elle fut la chanteuse du groupe Mary and the Black Lamb avant d’être révélée au grand jour comme claviériste et chanteuse du groupe de black metal Cradle of Filth. 
En 2019, Schoolcraft sort son premier album Martyr en collaboration avec Rocky Gray (ex-Evanescence et batteur de We Are the Fallen).

## Biographie
Lindsay Schoolcraft tombe dans la musique durant son enfance avec les musiques des films Disney tandis que son père lui apprenait des classiques de la country à la guitare, tandis qu'à l'école elle faisait partie de la chorale des petits chanteurs. Grâce à la vague nu metal/alternative des années 2000, durant son adolescence, elle commence à penser à faire une carrière dans la musique. Elle joue alors de la basse dans un groupe de punk.
Schoolcraft reçoit sa formation musicale de professeur de chant à la Royal Conservatory of Music de Toronto, et à la York University en 2012. Elle a mis ses études en attente pour se joindre à Cradle of Filth. Elle poursuit ses études à l'étranger dans les domaines des affaires, de la théorie musicale et de la harpe. Bien que son principal objectif demeure de composer pour ses projets et de faire des apparitions d’invités, à l’occasion, elle encadre certains étudiants ou participe à des tournées avec sa harpe électrique dans des destinations lointaines comme l'Australie.

### Carrière
En 2013, elle est recrutée auprès du groupe de Black Metal Cradle of Filth en tant que membre de tournée avant de devenir en 2014, la claviériste officielle du groupe. Elle apparait alors dans les albums Hammer of the Witches et Cryptoriana – The Seductiveness of Decay, réalisés sous le label Nuclear Blast. Elle quitte le groupe en février 2020, après sept ans au sein de Cradle of Filth, en raison de la fatigue accumulée avec les nombreux concerts.

« Je suis ici pour vous informer de mon départ du groupe. Ce fut une décision difficile à prendre, mais je peux vous assurer que c’était la meilleure chose à faire, afin de conserver ma santé mentale et physique. Je récupère peu à peu et je vais continuer à faire de la musique, notamment dans mes 2 autres projets musicaux.  »

Elle commence son projet solo en 2012 sous le nom de Schoolcraft, avec un premier EP nommé Rushing Through the Sky sorti le 25 décembre 2012. Puis elle continue avec le single Fading Star en duo avec Dani Filth et une reprise de Nymphetamine (Fix). Le 6 mars 2015, Schoolcraft publie son deuxième EP, The Dead of Winter, composé de trois titres dont une reprise de la chanson Frozen de Madonna.

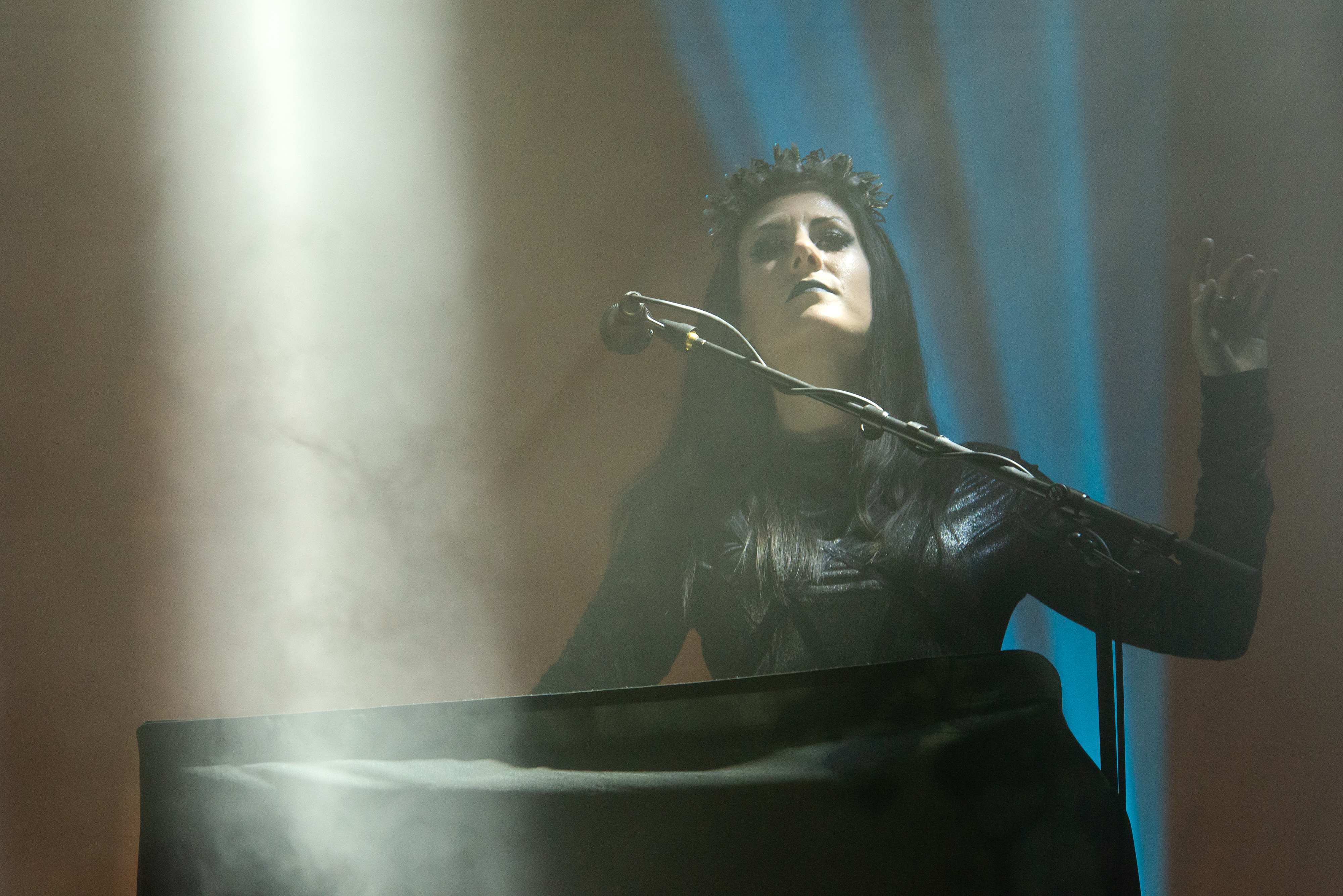
Lindsay Schoolcraft au Hellfest 2019

En 2018, Jussi-Pekka Ahonen, créateur de la bande dessinée Belzebubs, s'inspire de Schoolcraft pour créer le personnage de Skvllcraft. Le personnage apparait alors dans un des livres de la série. Elle contribue aussi à l'album musical des Belzebubs dénommé Pantheon of The Nightside Gods (2019, Century Media Records). Son personnage Skvllcraft apparaissant dans le vidéo clip animé Cathedrals of Mourning.
Elle sort le single Concrete avec Darkstone Crows le 17 juin 2019.
A côté, elle est aussi la cofondatrice du groupe de black metal Antiqva au côté du chanteur Xenoyr du groupe de metal progressif australien, Ne Obliviscaris.
Le 11 octobre 2019, elle réalise son premier album solo Martyr en compagnie du batteur Rocky Gray (ex-Evanescence, We Are the Fallen). Ensemble ils réussirent à combiner leur amour pour le Metal gothique et des musiques de films. Parmi les titres de l'album se trouvent une reprise de The Cure, Lullaby et les deux single sortit plus tôt : Savior et See The Light en duo avec Xenoyr. Le design de l'album est réalisé par l'artiste Chronasolti. L'album est nommé lors du Prix Juno dans la catégorie album metal/hard rock de l'année 2020.
Son EP Rushing Through the Sky est réédité en 2020 lors de la quarantaine mondiale due au Covid-19 :  

« Mon premier EP, Rushing Through The Sky, a été réimprimé et est répertorié sur ma boutique ! J'ai pu réimprimer 250 exemplaires supplémentaires et 50 d'entre eux ont été signés. J'ai adoré faire cet EP il y a huit ans et je ne peux attendre pour recréer certaines de ces chansons dans de prochaines versions. Cela deviendra certainement un élément rare car il s'agit de la deuxième et dernière réédition »

Pour célébrer ses dix ans dans la musique Lindsay Schoolcraft lance une cagnotte Indiegogo pour un album compilation nommé Worlds Away. Il s'agit d'un album atmosphérique à la harpe accompagné d'autres instruments à cordes.
Elle ouvre aussi un studio, nommé Cyber Proxy Independent, qui fait aussi office de label et de bureau pour le développement d'artistes.

### Albums Studio

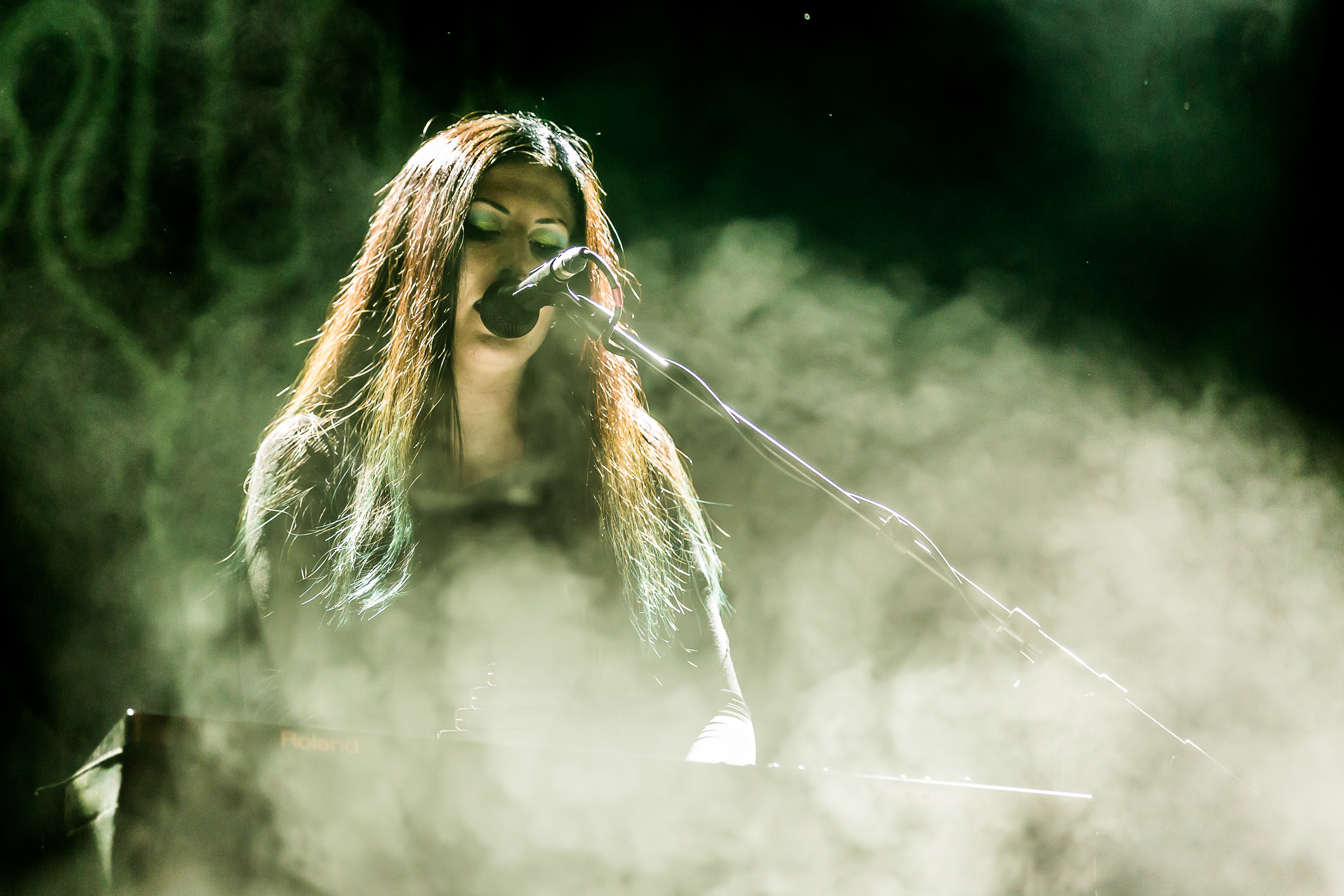
Schoolcraft au Full Force 2018

## Discographie

### Single et EP
- Your Mind (2012) [maxi 2 titres]
- Fading Star feat. Dani Filth (2014)
- Nymphetamine (Fix) (2014)
- Emily (2014)
- Concrete (2019) (feat. Darstone Crows)

### AvecCradle of Filth
- Hammer of the Witches (Nuclear Blast Records, 10 juillet 2015)
- Cryptoriana – The Seductiveness of Decay (Nuclear Blast Records, 22 septembre 2017)

### Invitées
- A Rose for the dead de Daedalean Complex (2011)
- The Rise of Icarus de Daedalean Complex (2013)
- June de American Murder Song dans l’album  III. The Reckoning  (2016)
- Magick For The New Aeon de Dawn of Ashes dans l’album Daemonolatry Gnosis (2017)
- Fear to Rage de Rocky Gray (2018)
- Midnite de Darkcell dans l’album Darkcell  (2019)
- The Ritual de Above the Stars (2019)
- A Dying Season de Blackguard dans l’album Storm (2020)